# Мужская сборная Канады по хоккею на траве
Мужская сборная Канады по хоккею на траве (англ. Canada men's national field hockey team) — мужская сборная по хоккею на траве, представляющая Канаду на международной арене. Управляющим органом сборной выступает Ассоциация хоккея на траве Канады (англ. Field Hockey Canada, FHC).
Сборная занимает (по состоянию на 16 июня 2014) 16-е место в рейтинге Международной федерации хоккея на траве (FIH).

## Результаты выступлений

### Летние Олимпийские игры
- 1908—1960 — не участвовали
- 1964 — 13-е место
- 1968—1972 — не участвовали
- 1976 — 11-е место
- 1980 — не участвовали
- 1984 — 11-е место
- 1988 — 11-е место
- 1992—1996 — не участвовали
- 2000 — 10-е место
- 2004 — не участвовали
- 2008 — 10-е место
- 2012 — не участвовали

### Чемпионат мира
- 1971—1975 — не участвовали
- 1978 — 11-е место
- 1982 — не участвовали
- 1986 — 10-е место
- 1990 — 11-е место
- 1994 — не участвовали
- 1998 — 8-е место
- 2002—2006 — не участвовали
- 2010 — 11-е место
- 2014 — не участвовали

### Мировая лига
- 2012/13 — 18-е место
- 2014/15 —

### Игры Содружества
- 1998 — ниже 4-го места (не ранжировано)
- 2002 — 5-е место
- 2006 — 9-е место
- 2010 — 7-е место
- 2014 — 6-е место

### Панамериканские игры
- 1967 — 4-е место
- 1971 —
- 1975 —
- 1979 —
- 1983 —
- 1987 —
- 1991 —
- 1995 —
- 1999 —
- 2003 —
- 2007 —
- 2011 —

### Панамериканский чемпионат
- 2000 —
- 2004 —
- 2009 —
- 2013 —

### Champions Challenge
- 2011 — 8-е место
- 2012 — 6-е место

### Чемпионат мира по индорхоккею
- 2003 — 6-е место
- 2007 — 7-е место
- 2011 — 10-е место
- 2015 —

## Текущий состав
Состав игроков, отобранных для тренировок в составе сборной, на конец 2014 года следующий:
Главный тренер: Anthony Farry
| №  | Игрок           | Поз. | Возраст |
| -- | --------------- | ---- | ------- |
| 2  | Mike Mahood     | GK   |         |
| 3  | Anthony Wright  |      |         |
| 4  | Scott Tupper    |      |         |
| 6  | Marian Schole   |      |         |
| 8  | Philip Wright   |      |         |
| 9  | Ken Pereira     |      |         |
| 10 | Wayne Fernandes |      |         |
| 11 | Peter Short     |      |         |
| 13 | Robert Short    |      |         |

| №  | Игрок            | Поз. | Возраст |
| -- | ---------------- | ---- | ------- |
| 16 | Scott Sandison   |      |         |
| 17 | Connor Grimes    |      |         |
| 18 | Paul Wettlaufer  |      |         |
| 19 | Mark Pearson     |      |         |
| 20 | Ranjeev Deol     |      |         |
| 21 | Ravinder Kahlon  |      |         |
| 23 | Bindi Kullar     |      |         |
| 24 | Sukhwinder Singh |      |         |
| 30 | David Carter     | GK   |         |